# Hoplofobia
La hoplofobia es un persistente, anormal e injustificado miedo a las armas de fuego.
El nombre de esta fobia específica deriva del griego hoplon (‘arma’) y phobos (‘miedo’). Puede referirse a un miedo a las armas en general, o, más específicamente, a las armas de fuego.
El instructor de armas de fuego, el coronel Jeff Cooper, sostiene haber acuñado la palabra en 1962 para describir una «perturbación mental caracterizada por la aversión irracional a las armas». Dijo que «la manifestación más común de hoplofobia es la idea de que los instrumentos poseen una voluntad propia, diferente de la de su usuario». Algunos admiradores de la invención de Cooper han buscado popularizar la contraparte de la hoplofobia como hoplofilia, para expresar gusto o admiración por las armas.
Más allá de sus orígenes y reputación política, existe la posibilidad de que una persona tenga esta fobia en un sentido puramente clínico. Por ejemplo, un paciente que no tiene una opinión formada sobre las leyes o la política pública per se, pero que se aterroriza cuando nota el arma reglamentaria que cuelga del cinturón de un policía o una fotografía de un rifle o un cuchillo. 